# 뉴욕 가디언즈
| 뉴욕 가디언즈 |                               |
| 콘퍼런스      |                               |
| 디비전        | 동부 디비전                   |
| 설립연도      | 2018년                        |
| 해체연도      | 2020년                        |
| 역사          | 뉴욕 가디언즈 (2018년~2020년) |
| 경기장        | 메트라이프 스타디움           |
| 연고지        | 뉴욕주 뉴욕                   |
| 소유주        | 알파 아퀴코 LLC.              |
| 회장          | 재닛 더치                     |
| 단장          | 케빈 길브라이드               |
| 감독          | 케빈 길브라이드               |
| 리그 우승     |                               |
| 콘퍼런스 우승 |                               |
| 디비전 우승   |                               |

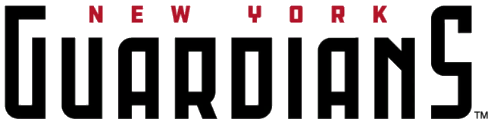

뉴욕 가디언즈(New York Guardians)는 뉴욕주 뉴욕를 연고지로 하는 XFL 동부 디비전 소속 미식축구 팀이다. 홈 경기장은 메트라이프 스타디움이다.